# 中央金融委员会
中央金融委员会，是中共中央决策议事协调机构，负责金融工作。

## 沿革
2023年3月16日，依照中共中央、国务院印发的《党和国家机构改革方案》，组建中央金融委员会。加强党中央对金融工作的集中统一领导，负责金融稳定和发展的顶层设计、统筹协调、整体推进、督促落实，研究审议金融领域重大政策、重大问题等，作为党中央决策议事协调机构。设立中央金融委员会办公室，作为中央金融委员会的办事机构，列入党中央机构序列。不再保留国务院金融稳定发展委员会及其办事机构。将国务院金融稳定发展委员会办公室职责划入中央金融委员会办公室。。

## 职责
2023年《党和国家机构改革方案》称，中央金融委员会“负责金融稳定和发展的顶层设计、统筹协调、整体推进、督促落实，研究审议金融领域重大政策、重大问题等。”

## 组成人员
| 中央金融委员会主任 - 李强（2023年11月－） | 中央金融委员会副主任 |

## 办事机构
2023年《党和国家机构改革方案》称，中央金融委员会的日常办事机构是中央金融委员会办公室，作为中共中央办事机构，与中共中央金融工作委员会合署办公。
| 中央金融委员会办公室主任 - 何立峰（2023年11月－） | 中央金融委员会办公室副主任 - 王江（2023年5月－，常务副主任） - 夏先德（2023年11月－） |